# Архипа
Архипа је у грчкој митологији било име више личности.

## Етимологија
Име Архипа има значење „главна (или најбоља) кобила“.

## Митологија
- Била је Пелопова и Хиподамијина кћерка, а Стенелова супруга са којим је имала кћерке Алкиноју или Алкиону, Медузу и Еуристеја. Према Аполодору, њено име је било Никипа, а према другим ауторима Леукипа или Астидамија.[1][2]
- Када је Тмол, Омфалин супруг, ловио по гори Карманорији, угледао је девицу Архипу, Артемидину пратиљу. Он се заљубио у њу и почео је да је прогони, али је она утекла у храм своје богиње. Он ју је тамо стигао и силовао, те тако оскрнавио ово свето место. Девојка се зато обесила, али и призвала Артемиду која ју је чула и гневна, послала дивљег бика на Тмола. Бик је јурнуо на њега, те га одбацио роговима на копље и оштро камење, где је Тмол умро у мукама.[1]